# 斐迪南二世 (神圣罗马帝国)
斐迪南二世（Ferdinand II，1578年7月9日—1637年2月15日）哈布斯堡王朝施蒂里亚支系的代表人物，曾任內奥地利大公和史泰利亞公爵（1590年—1637年在位）和神圣罗马皇帝（1620年—1637年在位）。他也是匈牙利国王（1618年—1625年，1620年被叛乱打断）和波希米亚国王（1617年—1619年，1620年—1637年）。由于他的不明智的宗教政策（狂热支持天主教，压制新教），导致神聖羅馬帝國的新教诸侯公开反抗，从而引发了对欧洲历史具有决定性意义的三十年战争。

## 早期事迹
斐迪南二世为施蒂里亚大公卡爾二世之子，生于格拉茨。从1595年起，他接管本家族在施蒂里亚、克恩滕和卡尼鄂拉的领地。曾去罗马朝圣。由于自小接受严格的耶稣会教育，斐迪南二世表现为狂热的天主教信徒，对宗教改革活动持极端敌对态度；1598年他在自己的领地上率先压制一切非天主教信仰。

## 三十年戰爭
1617年，斐迪南当选为波希米亚国王。由于西班牙哈布斯堡王朝的明显支持，他继承无嗣的堂兄马提亚斯皇帝的皇位和匈牙利王位几乎也成定局。斐迪南顽固的宗教政策引起了新教信徒的极度不安；在登上王位后不久，斐迪南就撕毁了皇帝鲁道夫二世颁布的在波希米亚准许宗教信仰自由的敕令。很快他在波希米亚便受到来自各个社会阶层的反对。1618年5月22日，在布拉格发生了掷窗事件，成为波希米亚起义和整个三十年战争的开端。捷克贵族宣布废黜斐迪南二世，选举普法尔茨选侯腓特烈五世为国王。
1619年皇帝马提亚斯去世，斐迪南二世顺利地继承了神圣罗马帝国皇帝和匈牙利國王。匈牙利几乎立刻爆发了反对他的运动，在运动中斐迪南被废黜（1620年），特兰西瓦尼亚公爵加布里埃爾·百瑟倫（他得到宗主國奥斯曼帝国一定的支持與軍費援助）当选为匈牙利国王。借助天主教联盟（包括西班牙、波兰和巴伐利亚）的支持，斐迪南二世着手镇压新教徒的反叛活动。
1620年11月8日，天主教军队在白山战役中取得胜利，彻底击败刚刚加冕的腓特烈五世的捷克军队及其支持者。腓特烈五世被迫逃往尼德兰，他的领地遭到皇帝的主要后台西班牙人的洗劫，而天主教联盟的领袖之一巴伐利亚公爵马克西米连一世则取代了他的选侯地位。同时在匈牙利，加布里埃爾·百瑟倫的政府也宣告倒台，斐迪南二世重获王位。之後他和加布里埃爾訂立《尼科爾斯堡和約》（1621年12月31日），再次確認特蘭西瓦尼亞享有自治政府及新教徒的宗教自由，並獲得匈牙利北部的七個郡，但是反抗斐迪南的活动一直持续到1626年。
复辟的斐迪南二世着手建立天主教会在这两国的统治地位：通过削弱议会的权力，他在波希米亚实际上实行的是占领军统治。斐迪南二世下令奥地利和波希米亚的新教徒强制性地皈依天主教。但是，德意志的新教王公们早在1618年即已组成抵制皇帝此种努力的新教联盟；他们将与斐迪南二世进行一场长期斗争。
与新教联盟的战争使帝国开支剧增。到1625年，尽管有来自西班牙和教皇的资金支援，斐迪南二世仍陷入了严重的财政危机。就在此时他得到了三十年战争中最具威力的人物之一、捷克豪强阿尔布雷希特·冯·瓦伦斯坦的帮助。瓦伦斯坦接受了帝国统帅的任命，附加条件是他的军队的维护开支完全来自他个人和在战斗中的劫掠。很快他组建起一支至少30,000人的队伍，并与天主教联盟军队的总指挥官蒂利伯爵协同作战。瓦伦斯坦用这支军队在西里西亚和安哈尔特打败了新教联盟和鲁莽地介入的丹麦。
瓦伦斯坦和梯里的一系列胜利使斐迪南二世得以在国内大力推行反动政策。他于1626年镇压了上奥地利农民起义，然后在1629年颁布了所谓歸還教產敕令。根据该敕令，自1552年以来被世俗挪用的所有天主教会财产都须无条件归还。然而，天主教势力的扩张最终导致信奉新教的瑞典国王古斯塔夫二世·阿道夫直接进入德国。
由于来自天主教联盟其他领袖、尤其是深受宠信的巴伐利亚选侯马克西米连的猜忌，斐迪南二世于1630年解除了瓦伦斯坦的职务。结果在瑞典人打击下，天主教军队遭到连续的惨重失败。梯里于1632年阵亡，迫使斐迪南二世重新起用瓦伦斯坦。瓦伦斯坦在要求更多权力并获得满足之后开始领导军队。1632年11月在关键的吕岑战役中，虽然瓦伦斯坦的军队失败，但瑞典人的天才领袖古斯塔夫二世阵亡了。接下来的发展十分戏剧化：在1633年战事显然没有确定结果时，瓦伦斯坦谋求与瑞典人会谈。1634年，很可能是由于巴伐利亚的马克西米连的怂恿，也许是斐迪南二世本人的意愿，瓦伦斯坦被指控叛国并被其下属刺杀了。
1635年布拉格和约的签署标志着斐迪南二世的权力达到了顶峰。由于瑞典筋疲力尽和萨克森选侯约翰·乔治一世的驯服，斐迪南二世几乎快要在整个帝国实现他的目的。但是迄今为止一直站在幕后的决定性力量法国的公开介入打碎了这一梦想。斐迪南二世于1637年去世，他的儿子和继承人斐迪南三世将承担三十年战争的真正后果。

## 家庭
1600年，斐迪南與自己的表姐、巴伐利亞的玛丽亚·安娜结婚，兩人共有3子3女：
1. 克莉絲汀（1601年—1601年），夭折
2. 约翰-卡尔（1605年—1619年），早逝
3. 斐迪南三世（1608年—1657年），神聖羅馬皇帝
4. 玛丽亚·安娜（1610年—1665年），巴伐利亞選侯夫人
5. 塞西莉亞·蕾娜塔（1611年—1644年），波蘭王后
6. 利奥波德·威廉（1614年—1662年）

瑪麗亞·安娜於1616年去世。1622年，斐迪南與艾蕾諾拉·貢扎加结婚，兩人沒有子女。